# Горонтало (город)
Горонта́ло (индон. Gorontalo) — город в Индонезии, административный центр провинции Горонтало. Территория города выделена в самостоятельную административную единицу — муниципалитет.

## Географическое положение
Город находится в восточной части провинции, на севере острова Сулавеси (на территории полуострова Минахаса, на берегу реки Сунгай-Боне (Sungai Bone). Абсолютная высота — 11 метров над уровнем моря.

Горонтало расположен на расстоянии приблизительно 1940 километров к востоку-северо-востоку (ENE) от Джакарты, столицы страны.

## Административное деление
Территория муниципалитета Горонтало подразделяется на девять районов (kecamatan), которые в свою очередь делятся на 50 сельских поселений (kelurahan). Общая площадь муниципалитета составляет 64,79 км².

## Население
По данным официальной переписи 2010 года, население составляло 173 951 человека.
Динамика численности населения города по годам:
| 1990   | 2000    | 2005    | 2010    | 2012    |
| ------ | ------- | ------- | ------- | ------- |
| 94 058 | 126 407 | 137 461 | 173 951 | 184 049 |